# 芦ノ湖遊覧船

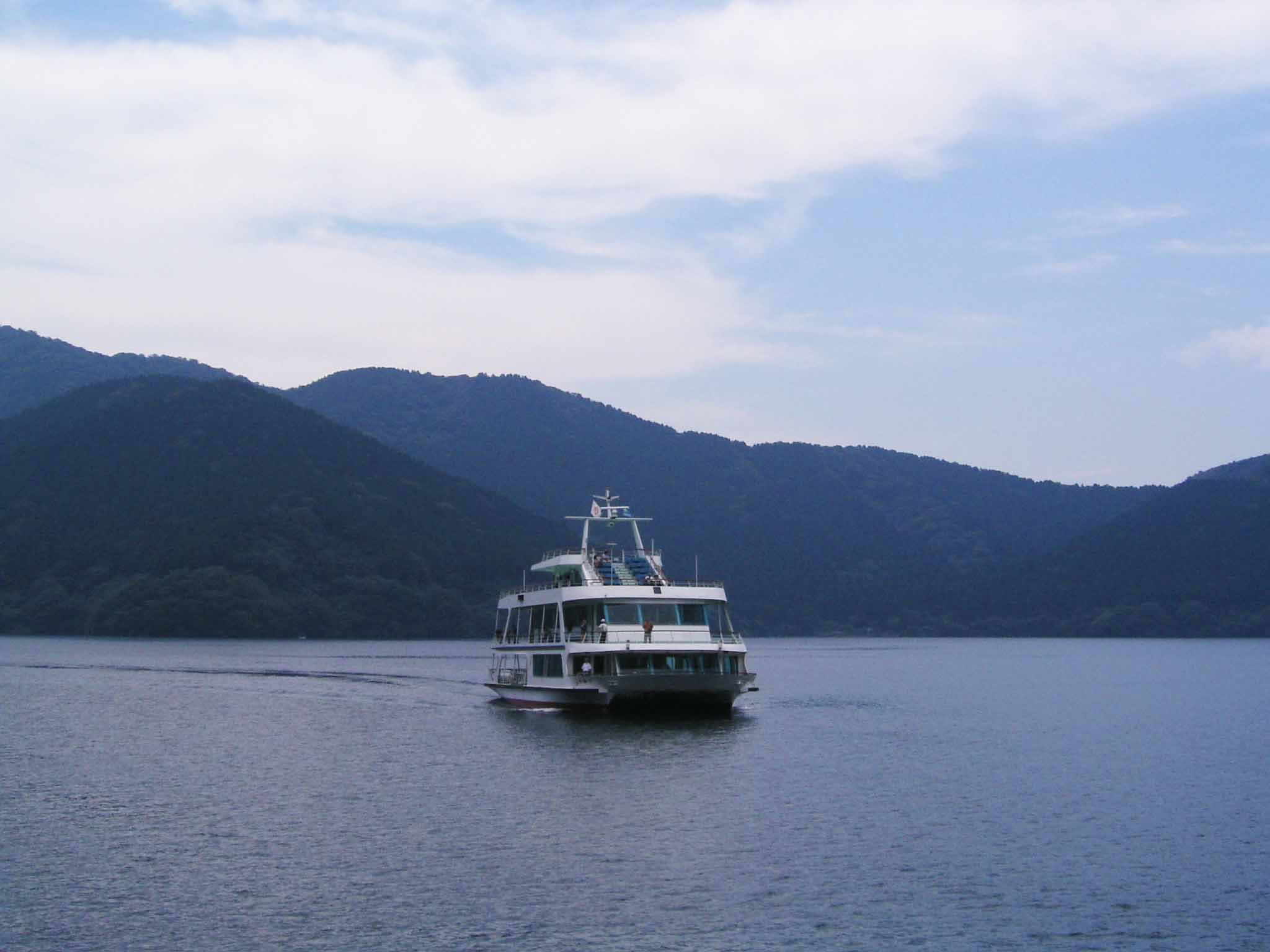
芦ノ湖遊覧船（十国丸）

芦ノ湖遊覧船（あしのこゆうらんせん）は、神奈川県箱根町の芦ノ湖で観光客の輸送を行なう、富士急グループの箱根遊船株式会社（はこねゆうせん）が運営する船である。
富士急行への移管後しばらくは「箱根芦ノ湖遊覧船（英語: Hakone Lake Ashinoko Pleasure Boat）」のブランドを使用していた。
かつては西武グループの伊豆箱根鉄道が運営していた。

## 概要
湖尻港から箱根園港、箱根関所跡港、元箱根港までを結ぶまでを結ぶ航路のほか、湖尻港・箱根園港と関所跡港・元箱根港からそれぞれ湖上を周回して元の港に戻る周遊船も運航している。
九頭龍神社で月次祭が行われる毎月13日のみ、「九頭龍神社参拝船」が運航され、元箱根港から九頭龍神社（本宮）へ向かう。
芦ノ湖遊覧船が利用可能となるフリーパスには、伊豆箱根鉄道系列の伊豆箱根バスが発売する「箱根旅助け」がある。販売箇所は小田原エリアの伊豆箱根の営業窓口と、全国の旅行会社（西武観光・西武トラベル・伊豆箱根トラベルを含む）。なお、小田急電鉄系の「箱根フリーパス」は利用できない。
芦ノ湖遊覧船の事業と運営する「芦ノ湖遊覧船株式会社」は後述するように2023年3月に伊豆箱根鉄道から富士急行に譲渡された。

## 歴史
- 1911年7月 箱根遊船が設立され、芦ノ湖上の観光船事業を開始。
- 1920年4月 箱根土地（現在の西武・プリンスホテルズワールドワイド）が箱根遊船を買収。芦ノ湖上の渡船組合を統合の上合併吸収し、芦ノ湖の観光船事業を独占。（1921年説あり）
- 1938年4月 箱根遊船は駿豆鉄道に合併。社名が駿豆鉄道箱根遊船となる。
- 1940年11月 社名を駿豆鉄道に変更。
- 1957年6月 社名を伊豆箱根鉄道に変更。
- 1961年 日本初の双胴旅客船「くらかけ丸」が就航。
- 2018年4月27日 伊豆箱根鉄道と伊豆箱根バスが水陸両用バス「NINJABUS WATER SPIDER（ニンジャバス・ウオーター・スパイダー）」の運航を箱根営業所・箱根園案内所間で始めた[5][6]。
- 2021年（令和3年）4月1日 - 水陸両用バス事業をプリンスホテルに譲渡。
- 2022年（令和4年）12月1日 - 遊覧船事業[注釈 2]の運営を、新設分割により発足した芦ノ湖遊覧船株式会社へ移管[4][7][8]。
- 2023年（令和5年）3月1日 - 伊豆箱根鉄道が芦ノ湖遊覧船株式会社の全株式を富士急行へ売却、富士急グループに入ると同時に会社名称を創業当時の名称「箱根遊船株式会社（2代目）」に変更[2][4][8][7][9]。
- 2024年（令和6年） - デザイナー・川西康之のデザインにより「はこね丸」を「箱根遊船 SORAKAZE」に改装。2月23日（富士山の日）より就航した[10]。

## 航路
定期航路
箱根関所跡港 → 元箱根港 → 箱根園港 （ →  湖尻港 → 箱根園港） → 箱根関所跡港（循環）
一部便は湖尻港を経由。また、一部に元箱根港止まりがある。
九頭龍神社参拝船
元箱根港 - 箱根園港 - 神山桟橋（九頭龍神社）
毎月13日運航。元箱根港または箱根園港を出発地とした往復利用のみ。

## 船舶

### 就航中の船舶
- 双胴船（SORAKAZEを除き、定員700名）
あしのこ丸[11]
1984年9月竣工、日本鋼管鶴見造船所建造
218総トン、全長26.20 m、型幅11.60 m、型深さ3.10 m、ディーゼル2基、機関出力494 ps、航海速力11.0ノット
SORAKAZE（そらかぜ）
定員550名
1985年7月竣工、日本鋼管鶴見造船所建造[11]
265総トン、全長27.50 m、型幅11.60 m、型深さ3.60 m[11]、ディーゼル2基、機関出力494 ps、航海速力10.0ノット
旧称「はこね丸」。富士急グループ入り後に改装を受け、2024年2月23日より現名称で運航開始[12]。
2024グッドデザイン賞[13]、第18回キッズデザイン賞[14]を受賞。英国のSBID Awardファイナリストに選出[15]。
十国丸[11]
1986年9月竣工、日本鋼管鶴見造船所建造
337総トン、全長27.32 m、型幅11.60 m、型深さ3.60 m、ディーゼル2基、機関出力494 ps、航海速力10.00ノット

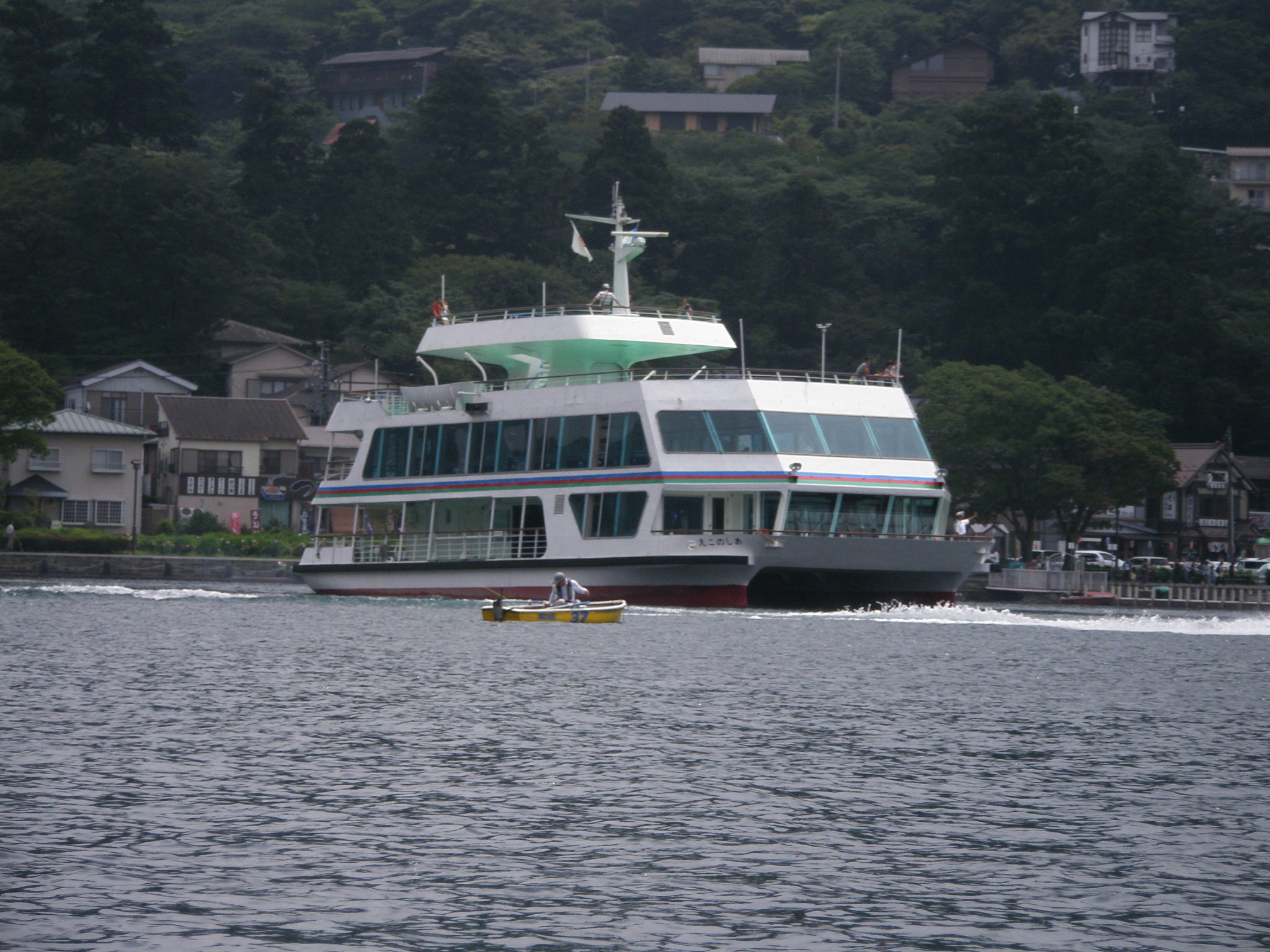
あしのこ丸
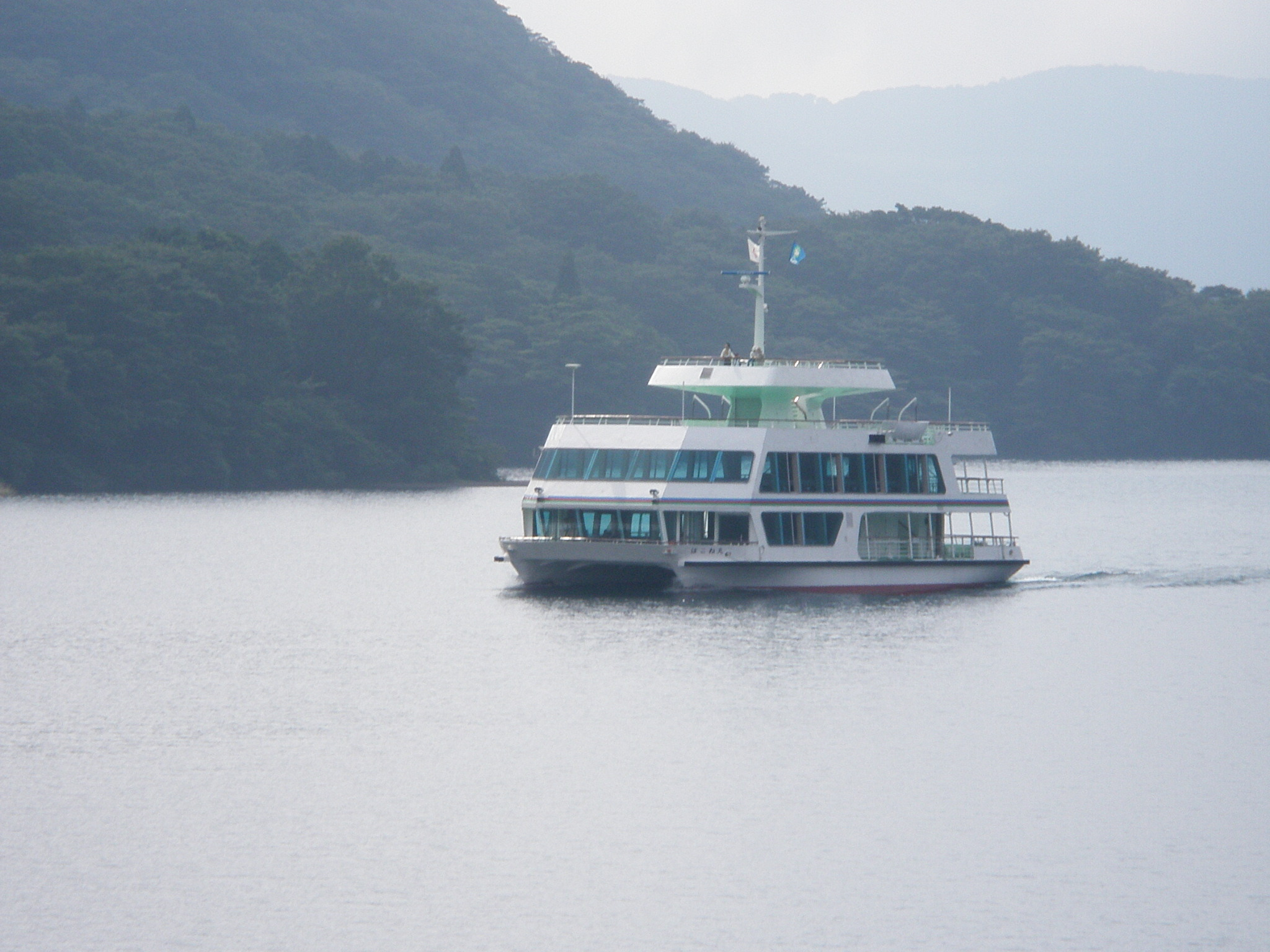
はこね丸（現：SORAKAZE）

### 過去の船舶

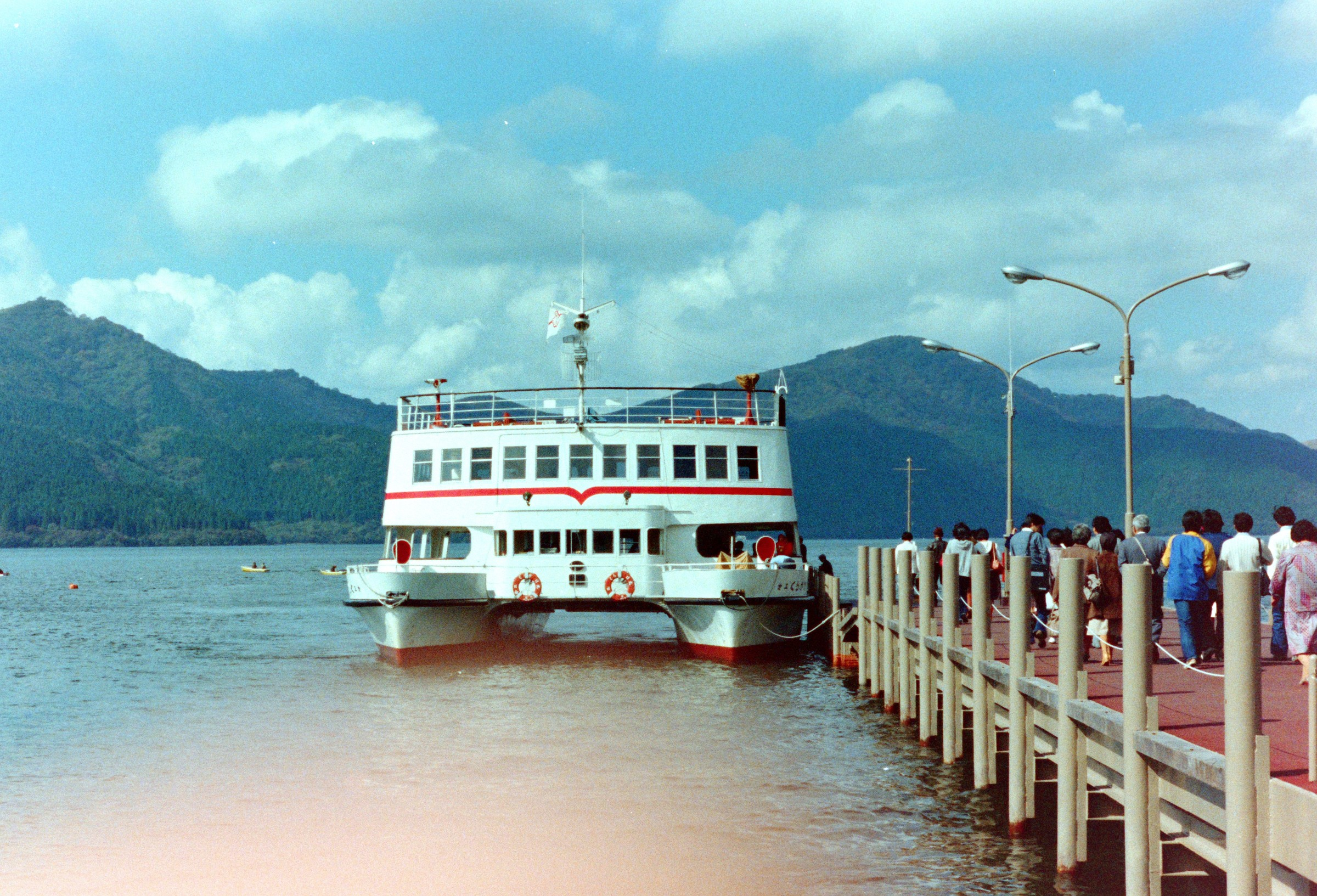
第三くらかけ丸
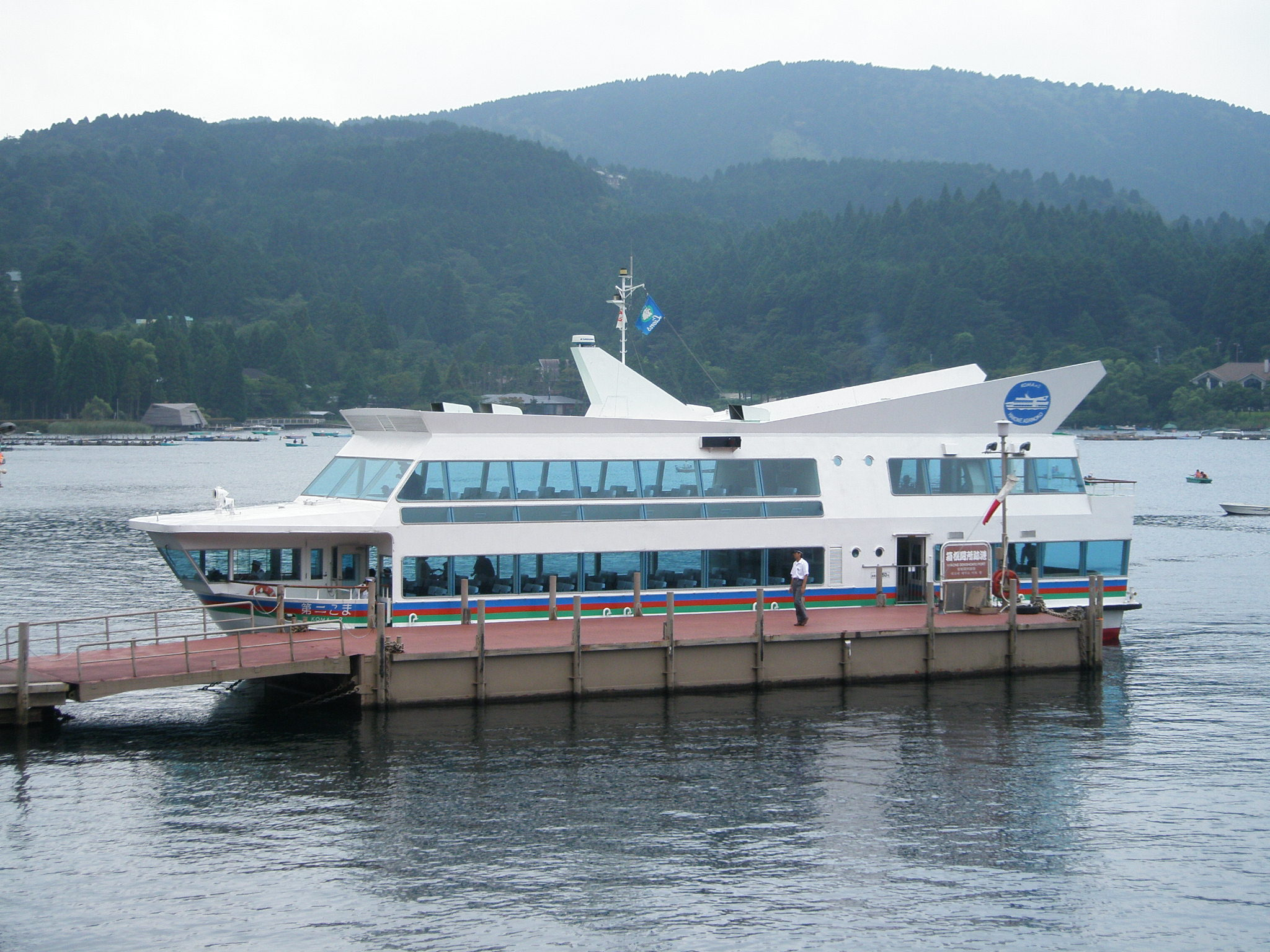
第二こま

- 双胴船
くらかけ丸[16]
1961年9月30日竣工、日本鋼管清水造船所建造、1984年あしのこ丸の就航に伴い引退、解体
175.79総トン、全長22.59m、型幅11.00m、型深さ3.10m、ディーゼル2基、機関出力320ps、航海速力9.50ノット、旅客定員700名
世界でも本格的な双胴遊覧船の嚆矢的存在[17]
第二くらかけ丸[16]
1963年3月竣工、日本鋼管清水造船所建造
232.10総トン、全長23.76m、型幅11.60m、型深さ3.10m、ディーゼル2基、機関出力320ps、航海速力10ノット、旅客定員850名
第三くらかけ丸[18]
1964年3月竣工、日本鋼管清水造船所建造
235.09総トン、全長28.16m、型幅11.60m、型深さ3.10m、ディーゼル2基、機関出力360ps、航海速力10ノット、旅客定員850名
廃船後、船体上構を撤去し、神山桟橋として利用
- その他
第一こま[16]
1980年7月竣工、墨田川造船建造
156.46総トン、全長25.60m、型幅6.00m、型深さ2.21m、ディーゼル2基、機関出力900ps、航海速力13.0ノット、旅客定員150名
第二こま[注釈 4]
1982年10月竣工、墨田川造船建造
135総トン、全長26.47m、型幅6.00m、型深さ2.35m、ディーゼル2基、機関出力494ps、航海速力10.0ノット、旅客定員250名
神山[20]
1989年7月竣工、墨田川造船建造
48.00総トン、登録長24.25m、型幅4.50m、型深さ1.78m、旅客定員90名

- 第三くらかけ丸
- 第二こま